# Fish Holm
Fish Holm är en ö i Storbritannien.   Den ligger i kommunen Shetlandsöarna och riksdelen Skottland, i den norra delen av landet, 1 000 km norr om huvudstaden London. Arean är 0,15 kvadratkilometer.
Terrängen på Fish Holm är mycket platt. Öns högsta punkt är 20 meter över havet. Den sträcker sig 0,6 kilometer i nord-sydlig riktning, och 0,4 kilometer i öst-västlig riktning.